# Rochet d'Héricourt
Charles François Xavier Rochet, conocido como Rochet d' Héricourt (Héricourt, 11 de mayo de 1801-Yeda, 19 de marzo de 1854) fue un comerciante y explorador francés.

## Biografía

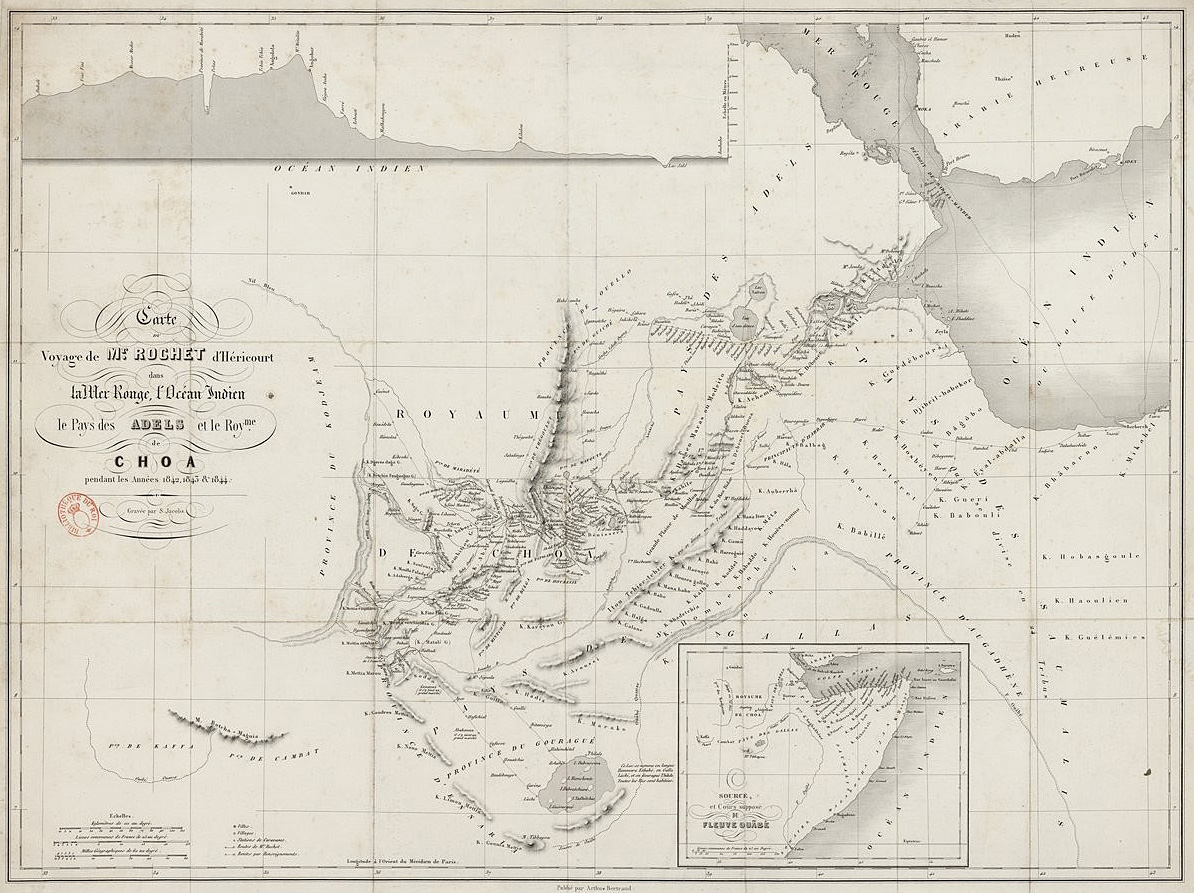
Carte du Voyage de Mr Rochet d'Héricourt dans la Mer Rouge, l'Océan Indien, le Pays des Adels et le Royaume de Choa pendant les Années 1842, 1843 et 1844.

Se apasionó por la geografía leyendo los relatos de los viajes del explorador y naturalista François Levaillant. Se hizo comerciante de artículos de cuero, partió hacia Nápoles y luego hacia El Cairo en 1829, para establecer allí una fábrica de índigo.
En 1838, planeó una travesía de África de este a oeste, desde Tadjoura, en el actual Yibuti, hasta Gabón. Salió de El Cairo en febrero de 1839, navegó hacia el puerto yemení de Moka y  recogió gran cantidad de información sobre el comercio y la navegación que se realizaban en el Mar Rojo. Llegó a Tadjoura, de donde partió en agosto de 1839 para alcanzar dos meses después la ciudad de Ankober, en la región central de Etiopía. Fue recibido por Sahle Selassié, primer negus de Choa, a quien luego acompañó en una visita al pueblo oromo. En febrero de 1840 recorrió varias regiones de Etiopía, visitando la montaña de Gurage, el lago Ziway y las fuentes del río Awash. Decidió abandonar su idea de atravesar África y regresó a Francia para dar a conocer sus descubrimientos. Cargado de regalos para el rey Luis Felipe, salió de Etiopía en marzo de 1840 y llegó a París en octubre. Escribió una obra sobre esta primera misión, llamada Voyage sur la côte orientale de la mer Rouge, dans le pays d'Adel et dans le Choa, que apareció publicada en 1841. 
En Francia comunicó la información recopilada y obtuvo financiación para una segunda expedición. Salió en enero de 1842 con regalos para Sahle Selassie pero, retrasado por los británicos, no llegó a Etiopía hasta finales de octubre. Firmó un tratado de amistad con Sahlé-Selassé pero, dado que Rochet no tenía poderes oficiales, el documento no fue ratificado. Rochet d'Héricourt viajó por el país de los oromo y el sur de Etiopía, regresando a Francia en la primavera de 1845. Publicó en 1846 el relato de su segundo viaje con el título de Second voyage sur les deux rives de la mer Rouge, dans le pays des Adels et le royaume de Choa.
Partió en 1847 para una tercera expedición. Desde julio de ese año hasta junio de 1849, Rochet d'Héricourt viajó por la ruta que une la ciudad portuaria de Massawa con la región del  Tigray para llegar hasta el lago Tana. En mayo de 1850, fue nombrado vicecónsul francés en la ciudad portuaria de Massawa, un cargo no profesional, pero dejó el cargo antes de que terminara el año.  